# چشمه خمینی
چشمه خمینی، روستایی از توابع بخش طرهان شهرستان کوهدشت در استان لرستان ایران است.

## جمعیت
این روستا در دهستان طرهان غربی قرار دارد و براساس سرشماری مرکز آمار ایران در سال ۱۳۸۵، جمعیت آن ۵۴۴ نفر (۹۹خانوار) بوده‌است.